# Нуджевський Митрофан Єфимович
Митрофан Єфимович Нуджевський (нар. 22 лютого 1849, с. Бобрик, тепер Великодимерська селищна громада, Броварський район, Київська область — 27 лютого 1933, м. Ніцца, Франція) — генерал-майор Російської Імператорської Армії, український військовий і громадсько-політичний діяч, ініцатор відродження українського козацтва.

## Життєпис

Нуджевський у часі служби в Середній Азії.1876 рік.

В парадній формі з усіма нагородами

У 1868 році закінчив Петровський Полтавський кадетський корпус, потім 3-є військове Олександрівське училище.
Учасник Хівинського (1873 г.) та Кокандського (1875 – 1876) походів, російсько-турецької війни 1877 – 1878 років та Ахал-Текінської експедиції 1880 – 1881, під час якої був поранений.
Служив в 131-му піхотному Тираспольському полку, потім в 1897 у 20-му Туркестанському лінійному батальйоні, в 1898-му у Котельницькому резервному батальйоні, а 24-го серпня 1898 призначений командиром 202-го Старобільського резервного батальйону.
18 лютого 1903 року йому надано звання генерал-майор та звільнено зі служби по хворобі, з правом носіння однострою та пенсією. Однак, 1 червня 1904 знову прийнятий на службу та призначений командиром 2-ї бригади 71-ї піхотної дивізії. З 18 липня 1905 командир 1-ї бригади 1-ї Сибірської піхотної дивізії.
Знову звільнений від служби 6 листопада 1906.
У 1917 році брав участь у спробах організувати Українську армію разом із Миколою Міхновським та іншими діячами.
Емігрував до Франції, був членом товариства «Самопоміч» (Париж) у 1930 році. Похований в Ніцці на цвинтарі Кокад.

### Праці
- Опыт военно-исторического исследования о казачестве, вып. 1-й изд. 1897 год.
- Наша национальная сила Казаки, изд. 1892 год.
- Воспоминание о командире 2-го Туркестанского стрелкового батальона Л.Г. Веймарне. Ташкент, 1874. 14 с. Отд. отт. из: «Туркестан. ведомости», 1874, № 32 (1840-е гг.-1873. Биографические сведения о Веймарне. Его служба в Туркестане, участие в Хивинской экспедиции 1873 году. Смерть Веймарна).